# Tipton (Indiana)
Tipton é uma cidade localizada no estado americano de Indiana, no Condado de Tipton.

## Demografia
Segundo o censo americano de 2000, a sua população era de 5251 habitantes.
Em 2006, foi estimada uma população de 5203, um decréscimo de 48 (-0.9%).

## Geografia
De acordo com o United States Census Bureau tem uma área de
4,8 km², dos quais 4,8 km² cobertos por terra e 0,0 km² cobertos por água. Tipton localiza-se a aproximadamente 265 m acima do nível do mar.

## Localidades na vizinhança
O diagrama seguinte representa as localidades num raio de 20 km ao redor de Tipton.